# Boeza (Folgoso de la Ribera)
Boeza es una localidad española perteneciente al municipio de Folgoso de la Ribera, en la provincia de León, comunidad autónoma de Castilla y León. Antiguamente su actividad económica se basaba en la agricultura, la ganadería y la minería, pero actualmente esta última ha desaparecido y las dos primeras son de subsistencia.

## Geografía
Boeza se encuentra situado en el valle del Boeza y, por tanto, atravesado por el río Boeza. Entre sus montes cabe destacar La Gándara, Bustes o la Matacabaña. En la primera, los últimos años se han instalado aerogeneradores. También son emblemáticos lugares como la Fuente del Santo Antonio, con agua muy apreciada por sus vecinos, los antiguos molinos de agua actualmente restaurados, o la Iglesia correspondiente a los siglos XVI al XVIII que tiene muros de mampostería con argamasa rematada con torre y espadaña.
A la entrada de la iglesia, bajo la escalera del campanario, se conserva una Celda de Emparedada.

## Patrimonio inmaterial
Se celebran dos fiestas al año, la de San Antonio el 13 de junio y la de La Encina el 5 de septiembre. Estas suelen abarcar un fin de semana y contar con bar, discoteca, hinchables y dos competiciones emblemáticas: los bolos y la gandusa, juego autóctono del pueblo.

## En la cultura popular
El libro La abuela civil española, basado en hechos reales, se desarrolla en Boeza, en tiempos de la guerra civil.